# Праведник (телесеріал, 1985)
«Праведник» (англ. The Equalizer) — американський гостросюжетний шпигунський серіал, створений Майклом Слоуном і Річардом Ліндхаймом.
Світова прем'єра серіалу відбулася 18 вересня 1985 року на каналі CBS, останній епізод вийшов в ефір 24 серпня 1989 року.
Концепція серіалу заснована на історії колишнього агента розвідки Роберта МакКола (актор Едвард Вудворд), який використовує свої специфічні навички, щоб відстоювати справедливість від імені невинних людей, які опинилися в небезпечних обставинах, а іноді також врегулювання питань, пов'язаних із людьми зі свого таємничого минулого.
Ідея телесеріалу надихнула на створення кінотрилогії «Праведник» із Дензелом Вашингтоном у головній ролі та переосмислений телесеріал 2021 року з Квін Латіфою в ролі жіночої іпостасі головного героя — Робін МакКолл.

## Акторський склад
До списку увійшли актори, які з'явилися принаймні в 4 з 88 епізодів серіалу.
- Едвард Вудворд — Роберт МакКолл (усі 88 епізодів)
- Кіт Шарабайка — Міккі Костмаєр (56 епізодів)
- Роберт Лансінг —  Контроль (29 епізодів)
- Марк Марголіс — Джиммі (16 епізодів)
- Вільям Забка — Скотт МакКолл (12 епізодів)
- Чед Реддінг — сержант Еліс Шепард / Бет Макі (11 епізодів)
- Річард Джордан — Гарлі Ґейдж (10 епізодів)
- Морін Андерман — Піт О'Фелан / Елеанор Гріффіт (9 епізодів)
- Рон О'Ніл — лейтенант Айседор Смоллс (7 епізодів)
- Ірвінг Мецман — Стерно (7 епізодів)
- Стівен Вільямс — лейтенант Джефферсон Бернетт (6 епізодів)
- Роберт Джой —  Джейкоб Сток (5 епізодів)
- Едді Джонс — лейтенант Бранніган / містер Вінслоу (5 епізодів)
- Мелісса Сью Андерсон — Іветт Марсель (4 епізоди)
- Джон Політо — Девід Пфіффер / Джин Кармак / Джанні (4 епізоди)
- Мартін Шакар — Гарріман / детектив / Келлі Стігман / Френк Морроу (4 епізоди)
- Джо Мортон — Картер Брок / Слейт (4 епізоди)
- Ерл Гіндман — лейтенант Елмер/Фіндлі (4 епізоди)
- Е. Л. Шеппард — детектив Келлі (4 епізоди)
- Шейла Стейнбек — ведуча / свідок (4 епізоди)
- Кеннет Соларіно — Джеремі / охоронець (4 епізоди)
- Френк Адоніс — водій (4 епізоди)
- Ленні фон Долен — Ден Тернер (1 епізод)
- Джеррі Бамман — Неназвана/невідома роль (1 епізод)

## Сезони та епізоди
| Сезони | Епізоди | Прем'єрний показ | Прем'єрний показ |
| Сезони | Епізоди | Початок          | Завершення       |
| ------ | ------- | ---------------- | ---------------- |
| 1      | 22      | 18 вересня 1985  | 8 квітня 1986    |
| 2      | 22      | 8 жовтня 1986    | 27 травня 1987   |
| 3      | 22      | 23 вересня 1987  | 4 травня 1988    |
| 4      | 22      | 26 жовтня 1988   | 24 серпня 1989   |